# Parque Nacional Finca El Rey
Parque Nacional Finca El Rey är en nationalpark i Argentina.   Den ligger i provinsen Salta, i den norra delen av landet, 1 300 km nordväst om huvudstaden Buenos Aires. Parque Nacional Finca El Rey ligger 902 meter över havet. Arean är 442 kvadratkilometer.
Terrängen runt Parque Nacional Finca El Rey är huvudsakligen kuperad, men norrut är den bergig. Runt Parque Nacional Finca El Rey är det mycket glesbefolkat, med 2 invånare per kvadratkilometer.. 
I omgivningarna runt Parque Nacional Finca El Rey växer i huvudsak lövfällande lövskog.